# توماس هاردي (مزارع الكروم)
توماس هاردي (بالإنجليزية: Thomas Hardy)‏ هو مزارع الكروم أسترالي، ولد في 14 يناير 1830، وتوفي في 10 يناير 1912.